# Варвинська селищна територіальна громада
Варвинська селищна громада — територіальна громада в Україні, у Прилуцькому районі Чернігівської області. Адміністративний центр — селище Варва.
Площа громади — 101,3 км², населення — 8612 мешканців (2018). Станом на 01.01.2025 року - 589,51 км.кв., та 15610 осіб.
Утворена 28 квітня 2017 року шляхом об'єднання Варвинської селищної ради та Калиновицької, Леляківської сільських рад Варвинського району.
Відповідно до розпорядження Кабінету Міністрів України № 730-р від 12 червня 2020 року «Про визначення адміністративних центрів та затвердження територій територіальних громад Чернігівської області», до складу громади були включені території Антонівської, Богданівської, Брагинцівської, Гнідинської, Дащенківської, Журавської, Кухарської, Макіївської, Мармизівської, Озерянської, Остапівської та Світличненської сільських рад Варвинського району.
Відповідно до постанови Верховної Ради України від 17 червня 2020 року «Про утворення та ліквідацію районів», громада увійшла до новоствореного Прилуцького району.

## Населені пункти
До складу громади входять 1 селище Варва та 29 сіл: Антонівка, Берізка, Богдани, Боханів, Брагинці, Булавівщина, Воскресенське, Гнідинці, Григорівщина, Дащенки,  Журавка, Калиновиця, Кулишівка, Кухарка, Леляки, Макіївка, Макушиха, Мармизівка, Мудре, Озеряни, Остапівка, Рубанів, Саверське,Світличне,  Сіриків, Сіряківщина, Тонка, Хортиця та Ященків.

## Старостинські округи[4]
- Антонівський (села Антонівка, Макіївка)
- Гнідинцівський (села Гнідинці, Богдани, Дащенки, Мудре, Остапівка, Світличне, Сіриків, Ященків, Рубанів)
- Журавський (села Журавка, Воскресенське, Кулишівка, Леляки, Саверське)
- Озярянський (села Озеряни, Берізка, Боханів, Брагинці, Булавівщина, Григорівщина, Калиновиця, Кухарка, Макушиха, Мармизівка, Сіряківщина, Тонка, Хортиця).